# Miran Tepeš
Miran Tepeš   (Ljubljana, 25 d'abril de 1961) és un saltador eslovè, ja retirat, que va competir sota bandera iugoslava entre finals de la dècada de 1970 i començaments de la de 1990.
Durant la seva carrera esportiva va prendre part en tres edicions dels Jocs Olímpics d'Hivern. El 1980, a Lake Placid, i el 1984, a Sarajevo, va obtenir uns resultats discrets en les proves del programa de salt amb esquís. El 1988, als Jocs de Calgary va disputar tres proves del programa de salt amb esquís. Formant equip amb Primož Ulaga, Matjaž Debelak i Matjaž Zupan guanyà la medalla de plata en la prova de salt llarg per equips, mentre en el salt curt fou quart i en el salt llarg desè.
A la Copa del món de salts amb esquí, que disputà entre 1979 i 1992, no aconseguí cap victòria parcial, però sí sis segones posicions. El 1987 fou quart a la general de la Copa del món. Els seus fills Jurij Tepeš i Anja Tepeš també són saltadors d'esquí.